# Boudrac
Boudrac é uma comuna francesa na região administrativa da Occitânia, no departamento do Alto Garona. Estende-se por uma área de 11.64 km², com 146 habitantes, segundo o censo de 2018, com uma densidade de 13 hab/km².